# Remus-Gabriel Mihalcea
Remus-Gabriel Mihalcea (n. 6 martie 1985, Slobozia, România) este un deputat român, ales în 2020 din partea Partidului Social Democrat (PSD). 